# بيلي بيريل
بيلي بيريل (بالإنجليزية: Billy Birrell)‏ (13 مارس 1897 باسكتلندا في المملكة المتحدة - 29 نوفمبر 1968) هو مدرب كرة قدم ولاعب كرة قدم بريطاني (وحمل سابقاً جنسية المملكة المتحدة لبريطانيا العظمى وأيرلندا) في مركز الهجوم. لعب مع ريث روفرز ونادي ميدلزبره.

## وصلات خارجية
- بيلي بيريل على موقع قاعدة بيانات كرة القدم.إي يو (الإنجليزية)
- بيلي بيريل على موقع Soccerbase.com (مدرب) (الإنجليزية)
- بيلي بيريل على موقع عالم كرة القدم.نت (الإنجليزية)